# Университет Франш-Конте
Университет Франш-Конте́ — французский университет, относится к академии Безансона и расположен в пяти городах: Безансон, Бельфор, Монбельяр, Везуль и Лон-ле-Сонье. Университет основан в 1423 году.

## История
В 1423 году Филипп Добрый открывает в городе Доль университет двух Бургундий. Университет насчитывает 3 факультета: теологии, канонического и гражданского права, медицины. В 1671 году Доль теряет статус столицы региона Франш-Конте и университет, указом Людовика XIV, переезжает в Безансон. Во время Великой французской революции университет закрыт указом Национального конвента в 1793 году. Университет заново открыт Наполеоном, но факультет права не восстановлен. И только в 1920 году университет получает разрешение на открытие Школы права.
В течение многих лет университет насчитывал малое количество студентов и из-за этого несколько раз Париж предлагает закрыть университет. После Второй мировой войны количество студентов увеличивается в несколько раз, с 245 студентов в 1900 году до 11 000 в 1971 году, и университет получает разрешение на открытие новых институтов, факультетов и школ.

## Структура
В состав университета входит 6 факультетов, 7 институтов и 4 докторских школы.
Факультеты:
- Факультет речи, человека и общества.
- Медицинский и фармацевтический факультет.
- Факультет точных наук и технологии.
- Факультет индустриальных наук, технологий и управления.
- Факультет физической культуры и спорта.
- Факультет экономики, менеджмента, политологии и юриспруденции.

Институты:
- Университетский институт технологии Безансон — Везуль.
- Университетский институт технологии Бельфор -Монбельяр.
- Высший институт инженеров Франш-Конте.
- Институт по подготовке государственных служащих.
- Институт администрирования предприятий.
- Обсерватория наук Вселенной.
- Университетский институт по подготовке профессоров.

Школы по подготовке докторов наук:
- Школа Человек — Окружающая среда — Здоровье.
- Школа Речь — Виды — Время — Общества.
- Докторская школа имени Луи Пастер.
- Школа науки для инженеров и микротехники.